# XBT-17教練機
Stearman XBT-17是史提爾曼飛機公司於二戰其間，為美國陸軍航空軍研製的一款單翼初級教練機。該機於1942年由美國陸軍航空隊進行評估，編號為XBT-17。

## 發展
X-90是一款低翼懸臂式單翼機，配備雙座串聯座艙，並設有封閉式座艙罩。該機型採用固定傳統起落架，並配備一具萊康明R-680發動機。為了盡量減少使用鋁材，該機配備木製機翼和鋼管前機身。
X-90於1940年首飛。1942年，該機換裝普惠R-985發動機，並重新命名為Model X-91。X-91隨後由美國陸軍航空軍進行評估，編號為XBT-17，但最終未進行量產。
據作家愛德華·H·菲利普斯所述，「當時，戰爭部對鋁合金等戰略物資短缺的擔憂非常普遍。根據波音的一份技術報告，由於這款單翼機的木材/金屬複合結構在飛機製造上每架飛機需要的原材料比雙翼教練機更多，這成為了空軍決定不將XBT-17投入生產的主要因素。」

## 型號
Stearman X-90
裝配225 hp（168 kW）萊康明R-680發動機的原型機
Stearman X-91
為配合美國陸軍航空軍測試，裝配450 hp（336 kW）普惠R-985發動機的X-90
Stearman XBT-17
美國陸軍航空軍給予X-91的編號